# Johann Boos
Johann Boos (* 20. Juni 1944 in Aitrach) ist ein deutscher Mathematiker.

## Leben
Er studierte von 1966 bis 1971 Mathematik und Physik an der Universität Tübingen. Im Juli 1970 / Januar 1971 legte er die wissenschaftliche Prüfung für das Lehramt an Gymnasien in Mathematik als erstem / Physik als zweitem Hauptfach ab. Nach der Promotion im Januar 1972 mit der Arbeit Verträglichkeit und Ersetzbarkeit von konvergenztreuen Matrixverfahren (Fachbereich Mathematik der Universität Tübingen; Berichterstatter: Wolfgang Beekmann, Helmut H. Schaefer, Karl Zeller). Nach der Habilitation im Juli 1977 (Fachbereich Mathematik der Universität Tübingen; Berichterstatter: Wolfgang Beekmann, Werner Meyer-König, Karl Zeller) wurde er im September 1977 die venia legendi durch den Senat der Universität Tübingen erteilt. Nach der Umhabilitation im Juni 1978 durch die Senatskommission des Fachbereichs Mathematik der FernUniversität Hagen wurde er am 4. Oktober 1982 zum Professor (C2) für Mathematik in Hagen ernannt.
Seine Forschungsschwerpunkte sind die Topologisierung von Folgenräumen über Fréchet-Räumen, FK(X)-Räume, Lφ-Räume, Verträglichkeit von SM- und Matrixverfahren, Dualfolgenräume, Folgenräume mit schwach folgenvollständigem β-Dual und Vergleich von Matrixverfahren durch Quotientendarstellung.

## Schriften (Auswahl)
- Verträglichkeit und Ersetzbarkeit von konvergenztreuen Matrixverfahren. 1972, OCLC 638096464.
- Vergleich μ-beschränkter Wirkfelder und Singularitäten von Matrizen. Tübingen 1977, OCLC 602077369.
- Classical and modern methods in summability. Oxford 2000, ISBN 0-19-850165-X.